# Kwon Alexander
Pour les articles homonymes, voir Kwon (homonymie) et Alexander.
(en) Statistiques sur pro-football-reference
Kwon Alexander, né le 3 août 1994 à Oxford dans l'État de l'Alabama, est un américain, joueur professionnel de football américain.
Il joue au poste de linebacker et est actuellement membre de la franchise des Jets de New York qui évolue au sein de la National Football League (NFL).

## Carrière
Après avoir joué au niveau universitaire pour les Tigers de LSU, il est sélectionné par les Buccaneers de Tampa Bay en 124e choix global lors du 4e tour de la draft 2015 de la NFL. Il y joue pendant quatre saisons et est ensuite recruté par les 49ers de San Francisco au printemps 2019. Il y signe un contrat de quatre saisons pour un montant de 54 millions de dollars dont 27 garantis. 
Le 2 novembre 2020, il est échangé aux Saints contre un choix de 5e tour de la draft 2021 et le linebacker Kiko Alonso.
Au terme de sa première année comme professionnel, il est sélectionné dans l'équipe type des rookie 2015 (en) par la Pro Football Writers Association (PFWA) (en). Il est également sélectionné pour jouer le Pro Bowl 2018 au terme de la saison 2017. 